# Джованні Карло Вісконті
Джованні Карло або Джанкарло Вісконті (*Giancarlo Visconti, бл. 1386 — 1418) — герцог-узурпатор Міланський з 16 травня до 12 червня 1412 року. Мав прізвисько «Малесенький» («Gianpiccinino»).

## Життєпис
Походив з династії Вісконті. Син Карло Вісконті, синьор Парми і Кремони, та Беатріси (доньки Жана II, графа Арманьяк). Був онуком синьора Бернабо I. Народився близько 1386 року. На той час діда було повалено і отруєно за наказом Джан Галеаццо Вісконті.
У 1391 році його батька було схоплено й запроторено до в'язниці. В результаті Джованні Карло вимушений був тікати з Ломбардії. Після тривалих мандрувань оселився разом з батьком в Венеції. Тут мешкав до самої смерті Джана Галеаццо у 1402 році. Слідом за цим зумів оселитися в Ломбардії, скориставшись розгардіяшем й боротьбою феодалів й кондотьєрів. У 1405 році стає синьором Бергамо, Брешії та комун Сало й Камоніка.
Всупереч заповіту командувача міланськими військами Фачіно Кане Джованні Карло після смерті герцога Джованні Марія у 1412 році зумів захопити владу. Втім пробув володарем Мілана менше місяця. Вже у червні було повалено. Джованні Карло втік до Генуї, потім Франції.
Зрештою оселився у Парижі, де у 1418 році його було вбито найманим вбивцею, якого надіслав герцог Філіпо Марія.

## Родина
Дружина (ім'я невідоме)
Діти:
- Карло (бл. 1413-д/н)
- Родольфо (бл. 1413-д/н)